# Euplassa incana
Euplassa incana är en tvåhjärtbladig växtart som först beskrevs av Johann Friedrich Klotzsch, och fick sitt nu gällande namn av Ivan Murray Johnston. Euplassa incana ingår i släktet Euplassa och familjen Proteaceae. Inga underarter finns listade i Catalogue of Life.